# Luftwaffenausbildungsbataillon
Das Luftwaffenausbildungsbataillon (LwAusbBtl) in Germersheim ist als Ausbildungseinrichtung der deutschen Luftwaffe Teil der Bundeswehr.

## Auftrag
In diesem Verband werden Luftwaffensoldaten in einer dreimonatigen Grundausbildung Luftwaffe (GA Lw) auf den Dienst in der Luftwaffe an den Standorten Germersheim in der 1. und 2. sowie in der derzeit nicht aufgestellten 3. Kompanie und Roth in der 7. und 8. Kompanie vorbereitet.
Darüber hinaus wird in diesem Bataillon am Standort Germersheim in der 4., 5. und 6. Kompanie auch die lehrgangsgebundene Einsatzvorbereitende Ausbildung für die gesamte Luftwaffe im Rahmen der „Ausbildung zum Herstellen und Halten der Einsatzbereitschaft für militärisches Personal und Zivilpersonal im Soldatenstatus“ in aufeinander aufbauenden Trainingsmodulen (Einsatzlandunspezifische Ausbildung „ELUSA“ und einsatzlandspezifische Ausbildung „ELSA“) durchgeführt. Im Rahmen freier Kapazitäten können auch Angehörige anderer militärischer Organisationsbereiche an dieser Ausbildung teilnehmen. Der Verband sowie die Vorgängerverbände führen bereits seit September 1999 die Einsatzvorbereitende Ausbildung der Luftwaffe durch.
Das Luftwaffenausbildungsbataillon betreut zusätzlich Teilnehmer der zivilberuflichen Aus- und Weiterbildung (ZAW) an den Standorten Germersheim, Darmstadt und Frankfurt-Hausen.

## Geschichte
Den Ursprung des heutigen Luftwaffenausbildungsbataillons bildete das letzte verbleibende Bataillon des Luftwaffenausbildungsregiment 4 auf dem Fliegerhorst Achum bei Bückeburg. Im August 1958 wurden – zunächst in nur zwei Einheiten, der 11. und 12. Kompanie – Rekruten ausgebildet. 1959 wurde das Bataillon nach Leipheim verlegt, 1965 dann nach Germersheim. 
Nach der Neuausrichtung der Bundeswehr durch die Aussetzung der Wehrpflicht im Jahre 2011 ist das Luftwaffenausbildungsbataillon das einzig verbliebene von ehemals fünf Bataillonen des Luftwaffenausbildungsregimentes. Heute führt es in den Standorten Germersheim und Roth zentral die Grundausbildung Luftwaffe für Mannschaften und Offizieranwärter und die lehrgangsgebundene Einsatzvorbereitenden Ausbildung in der Luftwaffe durch.

## Ausbildung
Die allgemeine Grundausbildung gliedert sich in mehrere Hauptbereiche mit diversen Untergliederungen.
Innere Führung gegliedert in
- Wehrrecht
- Soldatische Ordnung
- Politische Bildung
- Betreuung und Fürsorge
- Humanitäres Völkerrecht

Allgemeine Truppenkunde gegliedert in
- Leben in der militärischen Gemeinschaft[2]
- Gliederung der Streitkräfte
- Anzugsordnung
- Laufbahn- und Verwendungsmöglichkeiten
- Geld- und Sachbezüge
- Umweltschutz
- Leitbild der Luftwaffe
- Umgang mit Medien
- Feldlager und Flüchtlingslager

Das Hauptaugenmerk liegt auf dem Hauptfach Objektschutz in der Luftwaffe gegliedert in
- Waffen- und Schießausbildung
- Militärische Sicherheit
- Bewachung
- Infanteristischer Objektschutz
- Pionierausbildung aller Truppen
- ABC-Abwehr
- Selbstschutz
- Kampfmittelerkundung

Auch wird großer Wert auf die Einsatzvorbereitende Ausbildung für Krisenbewältigung und Konfliktverhütung (EAKK) gelegt. Die Praxisausbildung wird von einem Manöver auf einem Truppenübungsplatz abgeschlossen.
Weitere Lehrfächer sind
- Sport
- Sanitätsausbildung
- Lebenskundlicher Unterricht
- Formaldienst

## Standorte
- Südpfalz-Kaserne in Germersheim: 1. bis 6./ LwAusbBtl
- Otto-Lilienthal-Kaserne in Roth: Bis zur Verlegung der OSLw an den Standort Roth verbleibt dort die 7. und 8./LwAusbBtl[3]

## Kommandeure
| Name                | Dienstgrad     | von                | bis                |
| ------------------- | -------------- | ------------------ | ------------------ |
| Dietmar Rolf Hinze  | Oberstleutnant | 1. Oktober 2012    | 23. März 2015      |
| Maximilian Olboeter | Oberstleutnant | 24. März 2015      | 27. September 2017 |
| Martin Hess         | Oberstleutnant | 27. September 2017 | 1. August 2019     |
| Peter Eckert        | Oberstleutnant | 1. August 2019     | 27. Januar 2022    |
| Christoph Kück      | Oberstleutnant | 27. Januar 2022    | 29. Oktober 2024   |
| Christian Zerau     | Oberstleutnant | 29. Oktober 2024   | —                  |